# Eudorylas obliquus
Eudorylas obliquus är en tvåvingeart som beskrevs av Ernest F. Coe 1966. Eudorylas obliquus ingår i släktet Eudorylas och familjen ögonflugor. Inga underarter finns listade i Catalogue of Life.